# Zwarte mamo
De zwarte mamo (Drepanis funerea) is een uitgestorven zangvogel uit de familie Fringillidae (vinkachtigen).

## Verspreiding en leefgebied
Deze soort was endemisch op Molokai, een eiland van Hawaï. Het laatste exemplaar werd waargenomen in 1907.